# Laurids Schürmann
Laurids Schürmann (* 8. November 2002 in Berlin) ist ein deutscher Schauspieler und Hörspielsprecher.

## Leben
Schürmann war bis zu seinem 13. Lebensjahr sechs Jahre lang Solo- und Chorsänger im Staats- und Domchor Berlin. Seine ersten Theatererfahrungen sammelte er mit 13 Jahren bei Tancredi Volpert an der Schauspielschule Activity Berlin. Im Jahr 2016 übernahm er mit 14 Jahren seine erste Filmrolle. Seitdem war er in verschiedenen Filmen und Fernsehserien zu sehen. Er nahm an Hörspielproduktionen teil und spielte am Deutschen Theater Berlin unter anderem in Die Räuber, einer Produktion des Jungen DT.
Seit 2022 studiert Schürmann Schauspiel an der Filmuniversität Babelsberg Konrad Wolf.

## Film und Fernsehen
- 2016: Esoterik, Schamanen und Co. – Lebenshilfe oder Aberglaube. Regie: Martin Nudow
- 2017: Capelli Code. Regie: Alex Martin
- 2018: Zoros Solo (Spielfilm), Regie: Martin Busker
- 2019: Soko Wismar (ZDF), Folge: Tote Katze, toter Lehrer. Regie: Oliver Dommenget
- 2019: Soko Potsdam (ZDF), Folge: Der Selbstmordbaum. Regie: Lea Becker
- 2020: Doktor Ballouz (ZDF). Regie: Andreas Menck und Philipp Osthus
- 2022: Das Boot (Fernsehserie)
- 2022: Tatort: Das Opfer
- 2022: Almost Fly
- 2023: In aller Freundschaft – Die jungen Ärzte (ARD), Folge: Ungeplant. Regie: Janka Venus
- 2023: Ostfriesenmoor
- 2023: Ostfriesenfeuer
- 2023: Der Schatten (Fernsehserie)
- 2023: Flunkyball
- 2023: WaPo Berlin (Fernsehserie), Folge: Musterschülerin

## Theater
- 2017: Rock It. (Musical) Buch: Peer Kiehmet und Sebastian Wehlings, Musik: Tobias Kuhn. Regie: Daniel Axt (Rolle: Phil) Eine Produktion des Vereins Tamuthea (Tanz, Musik, Theater) im Theater am Kurfürstendamm Berlin
- 2020: Die Räuber nach Friedrich Schiller. Regie: Joanna-Maria Praml. Deutsches Theater Berlin Kammerspiele. Eine Inszenierung des Jungen DT
- 2022: Liebe Jelena Sergejewna von Ljudmila Rasumowskaja. Regie: Jan Friedrich. (Rolle: Volodja) Deutsches Theater Berlin Box. Eine Inszenierung des Jungen DT[3]

## Hörspiele
- 2019: Gegen die Welt nach dem gleichnamigen Roman von Jan Brandt, bearbeitet von Sebastian Stern. Regie: Sebastian Stern (Rolle: Peter Peters) Deutschlandfunk Kultur. Ursendung am 24. Mai 2020.[4]
- 2020: Die wilde Freiheit, Autor, Musik und Regie: Kai-Uwe Kohlschmidt (Rolle: En-da) RBB Kultur. Ursendung am 30. August 2020 um 14.00 Uhr
- 2020: Unten am See – ein Vorabendhörspiel. Autor und Regie: Hinnerk Henze. (Rolle: Paul) Eine Produktion für das Junge DT (Junges Deutsches Theater Berlin)[5]